# Daiane Muniz
Daiane Caroline Muniz dos Santos (* 25. Mai 1988) ist eine brasilianische Fußballschiedsrichterin.
Muniz leitet unter anderem Ligaspiele in der brasilianischen Série C und Série D. Zudem ist sie als Videoschiedsrichterin im Campeonato Brasileiro de Futebol und in der Copa do Brasil im Einsatz.
Seit 2018 steht Muniz auf der Liste der FIFA-Schiedsrichter und leitet internationale Fußballpartien. Sie war als Videoschiedsrichterin bei der U-20-Weltmeisterschaft 2022 in Costa Rica im Einsatz. Zudem wurde sie für die Weltmeisterschaft 2023 in Australien und Neuseeland nominiert.
Bei der U-17-Weltmeisterschaft 2024 in der Dominikanischen Republik leitete Muniz drei Spiele, darunter zwei Gruppenspiele sowie das Finale zwischen Nordkorea und Spanien.